# Księstwo Czech
Księstwo Czech (cz. České knížectví, niem. Herzogtum Böhmen, łac. Ducatus Bohemiæ) – państwo istniejące w latach 870–1198 (z przerwami na Królestwo Czech w latach: 1085–1092 oraz 1152–1172).

## Historia
W IX wieku kotlinę czeską zamieszkiwały plemiona czeskie, które były rządzone przez wielu książąt. Znajdowali się oni pod dość luźnym zwierzchnictwem frankijskim. Od momentu wzrostu znaczenia państwa wielkomorawskiego księstwa czeskie mogły lawirować między dwoma potęgami, lecz ostatecznie związały się z Wielkimi Morawami.
W wiekach IX i X książęta prascy z rodu Przemyślidów zjednoczyli sąsiednie plemiona słowiańskie we wczesnofeudalne państwo czeskie. Borzywojowi I Przemyślidzie wspieranemu przez Świętopełka I udało się uzyskać przewagę nad innymi czeskimi władcami, a co za tym idzie skonsolidować władzę nad resztą plemion czeskich. Pod koniec IX wieku przyjął on chrzest w obrządku słowiańskim, czym zapoczątkował chrystianizację swojego państwa, natomiast już w kolejnym wieku w kraju zdominował obrządek łaciński.
W 929 Wacław I Święty uznał zwierzchnictwo króla niemieckiego Henryka I Ptasznika z dynastii Ludolfingów, lecz został zamordowany przez swojego brata Bolesława I Srogiego. Początkowo nowy książę starał się zachować niezależność, jednakże w końcu uznał zwierzchność zachodniego sąsiada. Przez co w 962 Księstwo Czeskie stało się krajem lennym Świętego Cesarstwa Rzymskiego, zachowując jednak samodzielność wewnętrzną.
Bolesław I dzięki swojej polityce ekspansji zewnętrznej rozciągnął swoją władzę na Morawy, Śląsk, ziemie Wiślan (tereny Małopolski aż po Bug i Styr na wschodzie) oraz możliwe, że na ziemie słowackie. W ten sposób Czechy uzyskały kontrolę nad szlakiem handlowym łączącym Kijów z Europą Zachodnią przez Kraków oraz Pragę (szlak ten był ważny dla księcia, gdyż jego potęga militarna zależała głównie od dochodów w srebrze, które uzyskiwał z transkontynentalnego handlu niewolnikami). W wieku X Bolesław I, a następnie jego syn Bolesław II Pobożny, zaczęli umacniać państwowość wewnątrz kraju (m.in. usuwanie książąt plemiennych, likwidacja lokalnych separatyzmów). W 995 Bolesławowi II udało się usunąć małe państwo Sławnikowiców z ośrodkiem w Libicach.
Przyjazne stosunki między Czechami a Polską zapoczątkowane małżeństwem Mieszka I z córką księcia czeskiego Bolesława I Srogiego Dobrawą w 965, będącym wstępem do chrztu Polski w 966, uległy pogorszeniu wskutek rywalizacji Przemyślidów i Piastów. Około 985 Mieszko I zajął ziemię krakowską. Natomiast w latach 988–989 przejął kontrolę nad Śląskiem. W 990 odparł czeską próbę odzyskania utraconych terenów. Poparcie ze strony Cesarstwa umożliwiło utrzymanie zdobytych przez Mieszka ziem.
Po śmierci Bolesława I, w 999 państwo czeskie weszło w okres kryzysu. Doszło wtedy do walk wewnętrznych w obrębie dynastii panującej czy krwawych represji wobec możnowładztwa. Czechy straciły niepodległość na rzecz Polski, w latach 1003–1004 księciem czeskim został Bolesław I Chrobry. Mimo utraty władzy w Czechach właściwych Polska utrzymała kontrolę nad Morawami do 1031. Stabilność polityczną w państwie przywrócił dopiero Brzetysław I Przemyślida.
W XI i 1. połowie XII wieku Przemyślidzi pozostawali w konflikcie z Polską, przede wszystkim o Śląsk (m.in.: wyprawa Brzetysława I w latach 1038–1039, walki z Bolesławem II Śmiałym i Bolesławem III Krzywoustym).
W XII wieku nastąpił okres osłabienia władzy książęcej tudzież rozbicia dzielnicowego w Czechach, które początkowo nie ulegały podziałom i były rządzone przez władcę naczelnego – seniora. Od 2. połowy XI wieku władza na Morawach przeszła w ręce juniorów. W zależności od sytuacji politycznej czy potrzeb tworzono tam mniej lub więcej dzielnic (pod bezpośrednie panowanie króla Morawy przeszły dopiero w 1222). Pod koniec stulecia jedność Czech została ostatecznie przywrócona.
W ciągu pełnego średniowiecza Czechy coraz bardziej integrowały się z Rzeszą. Monarcha czeski był lennikiem cesarza, obejmując władzę składał mu hołd. Czescy biskupi również byli od niego zależni, gdyż odbierali inwestyturę z rąk cesarskich aż do końca XII wieku. Przemyślidzi odgrywali dużą rolę w polityce wewnętrznej Cesarstwa, przykładowo Wratysław II Przemyślida stanowił jedyne oparcie dla osaczonego ze wszystkich stron Henryka IV Salickiego. Czescy władcy otrzymywali także z rąk cesarza koronę królewską: Wratysław II w 1085, Władysław II Przemyślida w 1158, a w 1198 Przemysł Ottokar I otrzymał dziedziczny tytuł królewski (w 1212 król czeski został elektorem Rzeszy).